# ハンス・ヨアヒム・シェートリヒ

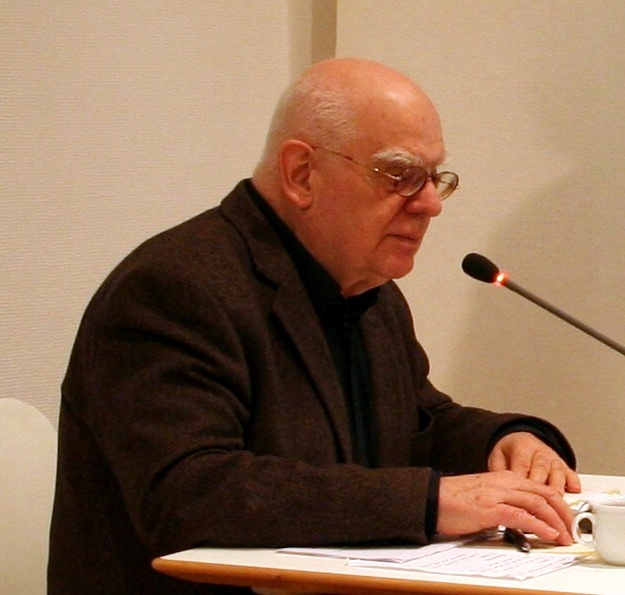
ハンス・ヨアヒム・シェートリヒ

ハンス・ヨアヒム・シェートリヒ（Hans Joachim Schädlich、1935年10月8日 - ）は、ドイツの作家、言語学者、翻訳家。

## 経歴
1935年、旧東独南部、ボヘミア沿いのライヒェンバハ・イム・フォークトラントに生まれる。ベルリン大学で文学と言語学を学ぶが、文学をイデオロギー的な武器としてとらえる考え方に反発して、文学の勉強を放棄し、1956年にライプツィヒに移って言語学を続ける。卒業後は言語学者として東ベルリン学術アカデミーで働き、言語学の分野で数冊の研究書を出版する。
1969年から散文作品を書き始めるが、東独に対する批判的な内容のため、出版されず、読者は東西の作家仲間だけにとどまった。1974年には非公式にギュンター・グラスと会っている。1977年には西独で、最初の散文集『試された隣人 Versuchte Nähe』がローヴォルト社から出版される。
この出版と、歌手ヴォルフ・ビーアマンの追放反対運動によって、「国家の敵」とされ、すでに秘密警察に監視されていたが、投獄を避けるために家族と共に西ベルリンに移る。その後の執筆活動によってハインリヒ・ベル賞やクライスト賞など多くの賞を獲得している。

## 邦訳作品
- 『ヴォルテール、ただいま参上！』松永美穂 訳、新潮社（新潮クレスト・ブックス）2015年3月

## 主な作品
- 1980 言葉を切り取る人 Sprachabschneider
- 1985 機械工 Mechanik
- 1986 タルホーファー Tallhover
- 1991 ある法廷の記録  Protokoll eines Tribunals
- 1992 Bの付くこと Die Sache mit B
- 1992 隔壁 Schott
- 1992 汚物について、政治と文学  Über Dreck, Politik und Literatur
- 1992 活動報告 Aktenkundig
- 1996 カッコーとナイチンゲール Der Kuckuck und die Nachtigall